# Javier Balboa
Javier Ángel Balboa Osa, född 13 maj 1985 i Madrid, är en spansk-ekvatorialguineansk fotbollsspelare som spelar för Al-Faisaly. Han har tidigare spelat för Real Madrid (C-, B- och A-laget), Racing Santander, SL Benfica, Beira-Mar och Estoril. Han har även spelat 29 matcher för Ekvatorialguineas fotbollslandslag.
Balboa spelar främst som mittfältare.